# Premios Chlotrudis
El Premio Chlotrudis es un prestigioso premio anual concedido por la Chlotrudis Society for Independent Film, una organización sin ánimo de lucro originaria de Boston, cuyo propósito declarado es enseñar a la gente a ver cine activamente y animar a la discusión acerca del cine y el mundo.

## Historia
Los premios se conceden desde 1995 a películas independientes e internacionales, en las diferentes categorías habituales (mejor actor, actriz, guion adaptado, película...), que valoran esencialmente la creatividad y calidad de las películas.
Aunque nunca ha existido una categoría específica de ciencia ficción, películas independientes de este género han sido señaladas con distinciones en alguno de sus apartados, y esto se puede considerar como un buen indicador de que la película es de calidad.
La sociedad mantiene también un listado de sus «películas preferidas», en varios apartados, con quince películas de ciencia ficción entre las mejores 200 del siglo XX. Estas son películas seleccionadas bajo un criterio subjetivo, según la influencia que han tenido sobre el comité seleccionador.
Algunas obras de ciencia ficción premiadas o nominadas a un premio han sido: 

## Categorías
- Mejor película
- Mejor director
- Mejor actriz
- Mejor actor
- Mejor actriz de reparto
- Mejor actor de reparto
- Mejor guion (a partir de 2001 se dividió en dos categorías distintas: mejor guion original y mejor guion adaptado)
- Mejor fotografía
- Mejor reparto
- Mejor documental
- Tesoro enterrado
- Mejor cortometraje
- Premios especiales
  - Premio Chloe
  - Premio Gertrudis
  - Premio Taskforce

## Ganadores
- 2006: 2046, mejor diseño visual
- 2003: Donnie Darko, mejor actor (Jake Gyllenhaal)
- 2003: Donnie Darko, mejor director (Richard Kelly)
- 2000: Being John Malkovich, mejor guion de Charlie Kaufman
- 2000: Being John Malkovich, mejor director (Spike Jonze)
- 2000: Being John Malkovich, mejor actriz de reparto (Catherine Keener)
- 1999: Pi, mejor fotografía (Matthew Libatique)
- 1996: Marvin's Room, mejor actor de reparto (Leonardo DiCaprio)

## Nominados
- 2007: Una mirada a la oscuridad, mejor guion de Richard Linklater basado en la novela homónima de Philip K. Dick
- 2007: Una mirada a la oscuridad, mejor actor de reparto (Robert Downey Jr)
- 2006: 2046, mejor película (Wong Kar Wai)
- 2006: 2046, mejor director (Wong Kar Wai)
- 2006: 2046, mejor actriz de reparto (Ziyi Zhang)
- 2004: 28 Days Later, mejor película (Danny Boyle)
- 2004: 28 Days Later, mejor guion de Alex Garland
- 2004: 28 Days Later, mejor director (Danny Boyle)
- 2004: 28 Days Later, mejor fotografía (Anthony Dod Mantle)
- 2004: Lilja 4-ever, mejor película (Lukas Moodysson)
- 2004: Lilja 4-ever, mejor director (Lukas Moodysson)
- 2004: Lilja 4-ever, mejor actriz (Oksana Akinshina)
- 2004: Lilja 4-ever, mejor actor (Artyom Bogucharsky)
- 2003: Donnie Darko, mejor película (Richard Kelly)
- 2003: Donnie Darko, mejor guion de Richard Kelly
- 2000: El gigante de hierro, mejor película (Brad Bird)
- 2000: El gigante de hierro, mejor guion de Brad Bird y Tim McCanlies
- 2000: Last Night, mejor guion de Don McKellar
- 1999: The Truman Show, mejor guion de Andrew Niccol
- 1999: Pi, mejor director (Darren Aronofsky)
- 1999: Pleasantville mejor fotografía (John Lindley)

## Mejores películas delsigloXX
La sociedad realizó un listado de sus "películas preferidas» siguiendo el criterio de seleccionar las obras que más han influido e inspirado a los miembros del jurado. Es, por lo tanto, una selección declaradamente subjetiva, pero muy interesante, en la que hay incluidas varias obras de ciencia ficción, hasta un total de 15 de entre 200.
- 6: Dr. Strangelove or: How I Learned to Stop Worrying and Love the Bomb
- 12: 2001: A Space Odyssey
- 15: Star Wars: Episodio IV - Una nueva esperanza
- 17: Star Wars: Episodio V - El Imperio contraataca
- 18: La naranja mecánica
- 21: Blade Runner
- 29: Brazil
- 33: Alien: el octavo pasajero
- 102: Close Encounters of the Third Kind
- 107: Frankenstein
- 116: Invasion of the Body Snatchers
- 136: The Day the Earth Stood Still
- 140: E.T., el extraterrestre
- 165: Aliens
- 191: 1984

- Datos: Q1075347